# Liste der Abgeordneten im Nationalparlament Osttimors 2023–2028

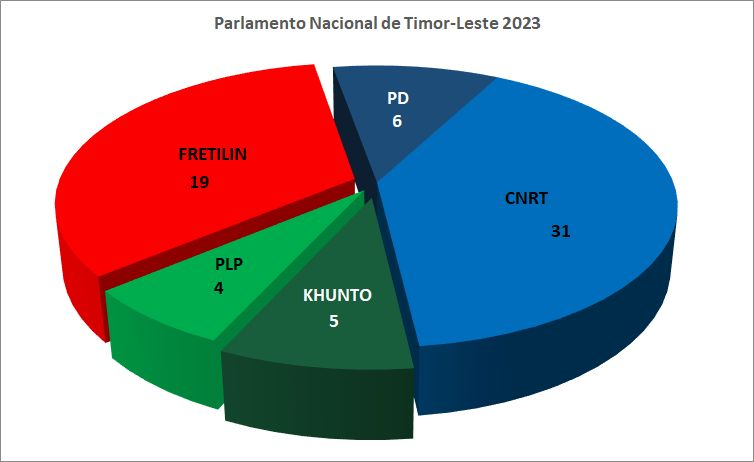
Sitzverteilung im Parlament Osttimors nach der Wahl 2023

Diese Liste führt die Abgeordneten auf, die in den Wahlen am 21. Mai 2023 in das Nationalparlament Osttimors gewählt wurden und während der laufenden 6. Legislaturperiode in das Parlament nachrücken. Die Reihenfolge in dieser Liste entspricht dem Platz des Abgeordneten auf der Parteiliste bei der Wahl und führt die vom Obersten Gericht Osttimors gewählten Abgeordneten auf. Das Parlament hat 65 Mitglieder und trat am 22. Juni 2023 erstmals zusammen.
Alle Mitglieder der Regierung müssen von Gesetz wegen auf ihren Sitz im Parlament zugunsten eines Nachrückers aus der Liste verzichten. Scheidet ein Regierungsmitglied aber aus dem Kabinett wieder aus, kann es in das Parlament zurückkehren und der Nachrücker verliert sein Mandat. Abgeordnete, die vorzeitig aus dem Parlament ausgeschieden sind oder zwar gewählt wurden, ihr Amt aber nicht antraten, werden in der Liste durchgestrichen. Nachrücker werden mit (N) markiert.
Siehe auch: IX. konstitutionelle Regierung Osttimors
Stärkste Kraft ist der Congresso Nacional da Reconstrução Timorense CNRT mit 31 Sitzen. Die zuvor führende FRETILIN hat nach dem bisher schlechtesten Ergebnis ihrer Geschichte nur 19 Sitze gewonnen. Ihre ehemaligen Koalitionspartner Kmanek Haburas Unidade Nasional Timor Oan KHUNTO und Partidu Libertasaun Popular PLP erhielten 5 und 4 Sitze. Die Partido Democrático PD konnte sich um einen Sitz auf 6 Sitze verbessern.

## Congresso Nacional da Reconstrução Timorense CNRT
31 Abgeordnete. Fraktionsvorsitzender ist Duarte Nunes, seine Stellvertreter Patrocínio Fernandes dos Reis und Lúcia Taeki.
Neben Xanana Gusmão ließen sich am ersten Sitzungstag am 22. Juni 2023 auch Francisco Kalbuadi Lay und Adérito Hugo da Costa von ihren Abgeordnetenpflichten entbinden, weil sie für ein Amt in der neuen Regierung nominiert wurden. Nachrücker zur 2. Sitzung waren Domingos Augusto, Lúcia Taeki und Marcus Soares Martins. Domingos Lopes Lemos und Rogério Araújo Mendonça schieden nach ihrer Vereidigung als Staatssekretäre am 1. Juli 2023 aus und wurden durch Leandro Lobato und am 4. Juli durch Romeu Moises und Natalino dos Santos Nascimento ersetzt. Veneranda Lemos Martins wurde 2024 zur Gemeindepräsidentin von Baucau. Ihre Nachfolgerin wurde Ângela Corvelo.
| - Xanana Gusmão - Francisco Kalbuadi Lay - Maria Terezinha da Silva Viegas - Duarte Nunes - Adérito Hugo da Costa - Maria Fernanda Lay - José Virgílio Rodrigues Ferreira - Luís Ximenes Caldeira - Maria Rosa da Câmara Bi Soi - Domingos Lopes Lemos - Marcos Xavier - Bendita Moniz Magno - Óscar de Araújo - Firmino Taequi - Veneranda Eurico Marques Lemos Martins - Domingos da Costa dos Santos, möglicherweise identisch mit Domingos dos Santos da Conceição - Rogério Araújo Mendonça - Virgínia Ana Belo - Gabriel Soares - Saul Salvador H. J. Amaral | - Maria Gorumali Barreto - Patrocínio Fernandes dos Reis - Virgílio Pereira - Cedelizia Faria dos Santos - Francisco da Costa Ikulay - Albino da Silva - Carminda Carlota - Ricardo Baptista - Anacleto Freitas - Aliança da Conceição de Araújo - Mateus da Cruz de Carvalho - Domingos Augusto Deker (N 2023) - Lúcia Taeki (N 2023) - Marcus Soares Martins (N 2023) - Leandro Lobato (N 2023) - Romeu Moises (N 4. Juli 2023) - Natalino dos Santos Nascimento (N 4. Juli 2023) - Ângela Corvelo (N 19. März 2024) |

## Frente Revolucionária do Timor-Leste Independente FRETILIN
19 Abgeordnete. Fraktionsvorsitzender ist Aniceto Guterres Lopes, seine Stellvertreter Maria Angélica Rangel und David Dias Ximenes.
Marí Bin Amude Alkatiri, Francisco Guterres und Lere Anan Timur ließen sich am ersten Sitzungstag am 22. Juni 2023 von ihren Abgeordnetenpflichten entbinden. Nachrücker zur 2. Sitzung sind Antoninho Doutel Sarmento,  Sancia Florência Paixão Bano und Dário Madeira.
| - Marí Bin Amude Alkatiri - Francisco Guterres Lú-Olo - Maria Angélica Rangel - Tito Cristovão da Costa (Lere Anan Timur) - Aniceto Longuinhos Guterres Lopes - Lídia Norberta dos Santos Martins - Antoninho Bianco - David Dias Ximenes - Helena Martins Belo - Joaquim dos Santos - António Moniz Calau - Maria Anabela Sávio | - Nurima Ribeiro Alkatiri - José da Cruz - Cristina Yuri Rebelo dos Santos Costa - Abílio Quintão Pinto - Florentino Ximenes da Costa Sinarai - Mariquita Soares - Oscar Lima - Antoninho Doutel Sarmento (N 2023) - Sancia Florência Paixão Bano (N 2023) - Dário Madeira (N 2023) |

## Partido Democrático PD
6 Abgeordnete. Fraktionsvorsitzender war zunächst António da Conceição, seine Stellvertreterin Sancha Margarida Tilman. Später übernahm den Fraktionsvorsitz.
Mariano Sabino Lopes und António da Conceição ließen sich am ersten Sitzungstag am 22. Juni 2023 von ihren Abgeordnetenpflichten entbinden, weil sie für ein Amt in der neuen Regierung nominiert wurden. Nachrücker zur 2. Sitzung sind Armando dos Santos Lopes und Manuel Henrique Noronha. Júlio do Carmo wurde am 1. Juli zum Vizeminister für Infrastruktur vereidigt und musste daher auf seinen Sitz im Parlament verzichten. Da Conceição doch keinen Posten in der Regierung erhielt, kehrte er in das Parlament zurück. Am 12. Dezember 2023 wurde Conceição zum Botschafter in Indonesien vereidigt. Gemäß der Wahlliste war die nächste Nachrückerin Rosena Fátima de Oliveira Martins.
- Mariano Sabino Lopes
- António da Conceição (seit 2023 Botschafter)
- Maria Teresa da Silva Gusmão
- Alexandre Afonso Nunes
- Júlio do Carmo
- Sancha Margarida Tilman
- Armando dos Santos Lopes (N 2023)
- Manuel Henrique Noronha (N 2023)
- Rosena Fátima de Oliveira Martins (N 2023)

## Kmanek Haburas Unidade Nasional Timor Oan KHUNTO
5 Abgeordnete. Fraktionsvorsitzende ist Olinda Guterres, ihr Stellvertreter António Verdial de Silva Ferreira.
Irene Gonzaga Sarmento rückte bis zum 6. Juli 2023 auf Listenplatz 7 in das Parlament nach. Armanda Berta dos Santos verzichtete auf ihren Sitz.
- Armanda Berta dos Santos
- António Verdial de Sousa Gama
- António Verdial de Silva Ferreira
- Olinda Guterres
- Luís Roberto da Silva
- Irene Gonzaga Sarmento  (N 2023)

## Partidu Libertasaun Popular PLP
4 Abgeordnete. Fraktionsvorsitzende ist Maria Angelina Lopes Sarmento, ihr Stellvertreter Helder Freitas.
Taur Matan Ruak trat bei der ersten Sitzung des Parlaments am 22. Juni 2023 nicht an, weil er bis zur Vereidigung des neuen Premierministers das Amt weiter führte. Ihn ersetzte der erste Nachrücker Abel dos Santos.
- Taur Matan Ruak
- Helder Freitas Kamarudin
- Maria Angelina Lopes Sarmento
- Adolfo Martins
- Abel dos Santos (N 23. Juni 2023)